# تارو، ایواته
تارو، ایواته (به لاتین: Tarō) یک منطقهٔ مسکونی در ژاپن است که در ناحیه توهوکو واقع شده‌است. تارو ۳٬۵۳۵ نفر جمعیت دارد.